# Fritz Süverkrüp

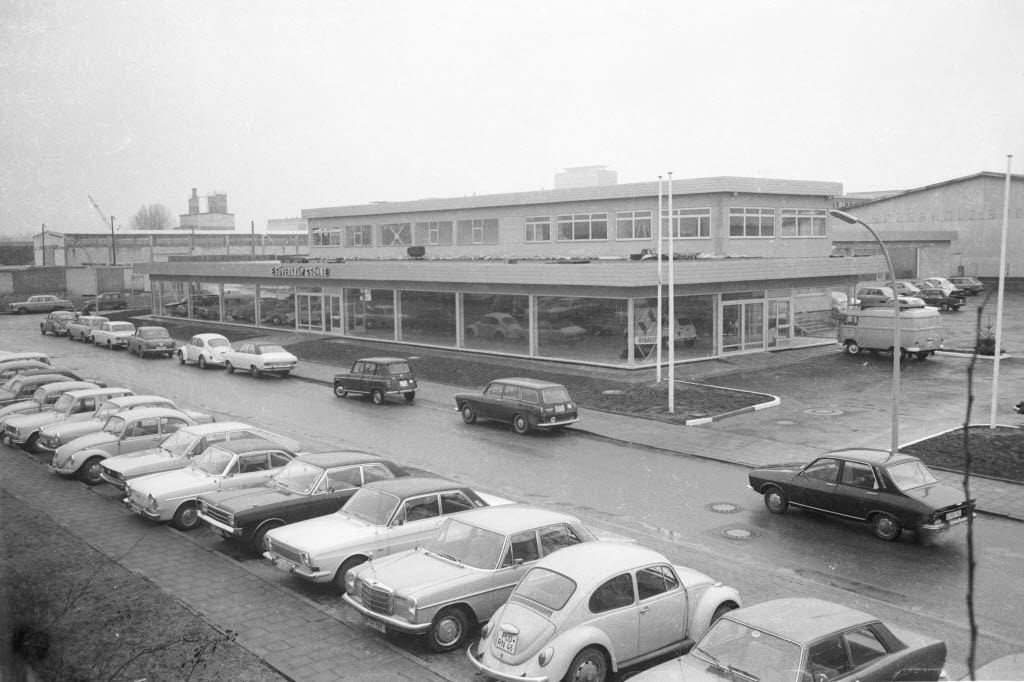
Autohaus Fritz Süverkrüp in Kiel (1974)

Fritz Süverkrüp (* 17. März 1941) ist ein deutscher Unternehmer.
Süverkrüp betreibt mehrere Autohäuser in Kiel, Neumünster, Rendsburg, Itzehoe und Flensburg. Er war von 1982 bis 2004 Präsident der Industrie- und Handelskammer zu Kiel, heute ist er ihr Ehren- und Vizepräsident. Er ist seit 1989 Honorarkonsul der Republik Österreich in Kiel für Schleswig-Holstein mit Ausnahme der Stadt Lübeck und der Landkreise Herzogtum Lauenburg, Stormarn und Ostholstein.
2002 wurde Süverkrüp „für seinen langjährigen ehrenamtlichen Einsatz zum Wohle der Allgemeinheit“ das Bundesverdienstkreuz 1. Klasse verliehen, nachdem er bereits 1986 das Bundesverdienstkreuz am Bande erhalten hatte. 2012 wurde er vom damaligen schleswig-holsteinischen Ministerpräsidenten Peter Harry Carstensen mit dem Verdienstorden des Landes Schleswig-Holstein ausgezeichnet.